# Енон (Вірджинія)
Енон (англ. Enon) — переписна місцевість (CDP) в США, в окрузі Честерфілд штату Вірджинія. Населення — 4075 осіб (2020).

## Географія
Енон розташований за координатами 37°19′38″ пн. ш. 77°19′18″ зх. д. / 37.32722° пн. ш. 77.32167° зх. д. (37.327339, -77.321671).  За даними Бюро перепису населення США в 2010 році переписна місцевість мала площу 11,09 км², з яких 11,04 км² — суходіл та 0,05 км² — водойми.

## Демографія
Згідно з переписом 2010 року, у переписній місцевості мешкало 3466 осіб у 1390 домогосподарствах у складі 980 родин. Густота населення становила 313 особи/км².  Було 1626 помешкань (147/км²).
Расовий склад населення:
| - 80,4 % — білих - 14,3 % — чорних або афроамериканців - 1,4 % — азіатів - 0,2 % — корінних американців - 1,6 % — осіб інших рас |

До двох чи більше рас належало 2,0 %. Частка іспаномовних становила 3,8 % від усіх жителів.
За віковим діапазоном населення розподілялося таким чином: 23,3 % — особи молодші 18 років, 64,9 % — особи у віці 18—64 років, 11,8 % — особи у віці 65 років та старші. Медіана віку мешканця становила 37,9 року. На 100 осіб жіночої статі у переписній місцевості припадало 95,0 чоловіків;  на 100 жінок у віці від 18 років та старших — 92,8 чоловіків також старших 18 років.
Середній дохід на одне домашнє господарство  становив 76 055 доларів США (медіана — 71 754), а середній дохід на одну сім'ю — 88 560 доларів (медіана — 82 279). Медіана доходів становила 56 336 доларів для чоловіків та 53 015 доларів для жінок. За межею бідності перебувало 3,5 % осіб, у тому числі 4,9 % дітей у віці до 18 років та 1,9 % осіб у віці 65 років та старших.
Цивільне працевлаштоване населення становило 2057 осіб. Основні галузі зайнятості: виробництво — 17,6 %, освіта, охорона здоров'я та соціальна допомога — 15,0 %, роздрібна торгівля — 14,5 %.